# Portugals Grand Prix 1958
Portugals Grand Prix 1958 var det nionde av elva lopp ingående i formel 1-VM 1958. Detta var det första F1-loppet som kördes i Portugal.

## Resultat
1. Stirling Moss, Vanwall, 8 poäng
2. Mike Hawthorn, Ferrari, 6+1
3. Stuart Lewis-Evans, Vanwall, 4
4. Jean Behra, BRM, 3
5. Wolfgang von Trips, Ferrari, 2
6. Harry Schell, BRM
7. Jack Brabham, Cooper-Climax
8. Maurice Trintignant, R R C Walker (Cooper-Climax)
9. Roy Salvadori, Cooper-Climax

### Förare som bröt loppet
- Carroll Shelby, Temple Buell (Maserati) (varv 47, bromsar)
- Tony Brooks, Vanwall (37, snurrade av)
- Graham Hill, Lotus-Climax (25, snurrade av)
- Cliff Allison, Scuderia Centro Sud (Maserati) (15, motor)
- Joakim Bonnier, Jo Bonnier (Maserati) (9, kroppsligt)
- Maria Teresa de Filippis, Scuderia Centro Sud (Maserati) (6, motor)